# Championnats du monde de patinage artistique 1967
Navigation
Mondiaux 1966 Mondiaux 1968
Les championnats du monde de patinage artistique 1967 ont lieu du 28 février au 4 mars 1967 à la Wiener Stadthalle de Vienne en Autriche.

## Qualifications
Les patineurs sont éligibles à l'épreuve s'ils représentent une nation membre de l'Union internationale de patinage (International Skating Union en anglais). Les fédérations nationales sélectionnent leurs patineurs en fonction de leurs propres critères.
Sur la base des résultats des championnats du monde 1966, l'Union internationale de patinage autorise chaque pays à avoir de une à trois inscriptions par discipline. 

## Podiums
| Épreuves                            | Or                                  | Argent                              | Bronze                             |
| ----------------------------------- | ----------------------------------- | ----------------------------------- | ---------------------------------- |
| Messieurs résultats détaillés       | Emmerich Danzer                     | Wolfgang Schwarz                    | Gary Visconti                      |
| Dames résultats détaillés           | Peggy Fleming                       | Gabriele Seyfert                    | Hana Mašková                       |
| Couples résultats détaillés         | Ludmila Belousova / Oleg Protopopov | Margot Glockshuber / Wolfgang Danne | Cynthia Kauffman / Ronald Kauffman |
| Danse sur glace résultats détaillés | Diane Towler / Bernard Ford         | Lorna Dyer / John Carrell           | Yvonne Suddick / Malcolm Cannon    |

## Tableau des médailles
| Rang  | Nation               | Or | Argent | Bronze | Total |
| ----- | -------------------- | -- | ------ | ------ | ----- |
| 1     | États-Unis           | 1  | 1      | 2      | 4     |
| 2     | Autriche             | 1  | 1      | 0      | 2     |
| 3     | Royaume-Uni          | 1  | 0      | 1      | 2     |
| 4     | Union soviétique     | 1  | 0      | 0      | 1     |
| 5     | Allemagne de l'Est   | 0  | 1      | 0      | 1     |
| 5     | Allemagne de l'Ouest | 0  | 1      | 0      | 1     |
| 7     | Tchécoslovaquie      | 0  | 0      | 1      | 1     |
| Total | Total                | 4  | 4      | 4      | 12    |

## Détails des compétitions

### Messieurs
| Rang | Nom                     | Nation               | Places | Points | Fig. impo. | Prog. libre |
| ---- | ----------------------- | -------------------- | ------ | ------ | ---------- | ----------- |
| 1    | Emmerich Danzer         | Autriche             | 16     | 2263.1 |            |             |
| 2    | Wolfgang Schwarz        | Autriche             | 16     | 2266.9 |            |             |
| 3    | Gary Visconti           | États-Unis           | 35     | 2209.4 |            |             |
| 4    | Donald Knight           | Canada               | 33     | 2206.2 |            |             |
| 5    | Scott Allen             | États-Unis           | 35     | 2203.8 |            |             |
| 6    | Ondrej Nepela           | Tchécoslovaquie      | 61     | 2115.8 |            |             |
| 7    | Patrick Péra            | France               | 61     | 2124.8 |            |             |
| 8    | Peter Krick             | Allemagne de l'Ouest | 77     | 2076.9 |            |             |
| 9    | Tim Wood                | États-Unis           | 78     | 2074.8 |            |             |
| 10   | Robert Dureville        | France               | 87     | 2053.6 |            |             |
| 11   | Günter Zöller           | Allemagne de l'Est   | 104    | 1989.5 |            |             |
| 12   | Jay Humphry             | Canada               | 106    |        |            |             |
| 13   | Sergueï Tchetveroukhine | Union soviétique     | 123    | 1937.8 |            |             |
| 14   | Marian Filc             | Tchécoslovaquie      | 121    |        |            |             |
| 15   | Günter Anderl           | Autriche             | 132    |        |            |             |
| 16   | Michael Williams        | Royaume-Uni          | 145    |        |            |             |
| 17   | Tsuguhiko Kozuka        | Japon                | 150    |        |            |             |
| 18   | Masato Tamura           | Japon                | 164    |        |            |             |
| 19   | Tony Berntler           | Suisse               | 170    |        |            |             |
| 20   | Daniel Höner            | Suisse               | 175    |        |            |             |

### Dames
| Rang    | Nom                   | Nation               | Places | Points | Fig. impo. | Prog. libre |
| ------- | --------------------- | -------------------- | ------ | ------ | ---------- | ----------- |
| 1       | Peggy Fleming         | États-Unis           | 9      | 2273.4 |            |             |
| 2       | Gabriele Seyfert      | Allemagne de l'Est   | 21     | 2179.4 |            |             |
| 3       | Hana Mašková          | Tchécoslovaquie      | 29     | 2151.2 |            |             |
| 4       | Valerie Jones         | Canada               | 35     | 2143.2 |            |             |
| 5       | Kumiko Okawa          | Japon                | 42     | 2116.5 |            |             |
| 6       | Sally-Anne Stapleford | Royaume-Uni          | 59     | 2060.8 |            |             |
| 7       | Albertina Noyes       | États-Unis           | 59     | 2068.7 |            |             |
| 8       | Jennie Walsh          | États-Unis           | 83     | 1999.9 |            |             |
| 9       | Beatrix Schuba        | Autriche             | 88     | 1979.5 |            |             |
| 10      | Roberta Laurent       | Canada               | 86     | 1997.9 |            |             |
| 11      | Monika Feldmann       | Allemagne de l'Ouest | 95     |        |            |             |
| 12      | Karen Magnussen       | Canada               | 99     |        |            |             |
| 13      | Rita Trapanese        | Italie               | 130    |        |            |             |
| 14      | Martina Clausner      | Allemagne de l'Est   | 132    |        |            |             |
| 15      | Elena Shcheglova      | Union soviétique     | 137    |        |            |             |
| 16      | Marie Víchová         | Tchécoslovaquie      | 141    |        |            |             |
| 17      | Micheline Joubert     | France               | 145    |        |            |             |
| 18      | Sylvaine Duban        | France               | 164    |        |            |             |
| 19      | Beate Richter         | Allemagne de l'Est   | 165    | 1831.9 |            |             |
| 20      | Charlotte Walter      | Suisse               | 172    |        |            |             |
| 21      | Zsuzsa Szentmiklóssy  | Hongrie              | 188    |        |            |             |
| 22      | Katjusa Derenda       | Yougoslavie          | 198    |        |            |             |
| Abandon | Miwa Fukuhara         | Japon                |        |        |            |             |

### Couples
| Rang | Nom                                       | Nation               | Places | Points | Prog. court | Prog. libre |
| ---- | ----------------------------------------- | -------------------- | ------ | ------ | ----------- | ----------- |
| 1    | Ludmila Belousova / Oleg Protopopov       | Union soviétique     | 9      | 310.6  |             |             |
| 2    | Margot Glockshuber / Wolfgang Danne       | Allemagne de l'Ouest | 25     | 301.4  |             |             |
| 3    | Cynthia Kauffman / Ronald Kauffman        | États-Unis           | 27     | 300.7  |             |             |
| 4    | Gudrun Hauss / Walter Häfner              | Allemagne de l'Ouest | 44     | 291.0  |             |             |
| 5    | Heidemarie Steiner / Heinz-Ulrich Walther | Allemagne de l'Est   | 47     | 291.8  |             |             |
| 6    | Tamara Moskvina / Alexeï Michine          | Union soviétique     | 56     | 288.8  |             |             |
| 7    | Susan Behrens / Roy Wagelein              | États-Unis           | 51     | 290.0  |             |             |
| 8    | Tatiana Sharanova / Anatoli Evdokimov     | Union soviétique     | 65     | 286.5  |             |             |
| 9    | Brigitte Weise / Michael Brychcy          | Allemagne de l'Est   | 95     | 268.5  |             |             |
| 10   | Bohunka Šrámková / Jan Šrámek             | Tchécoslovaquie      | 99     | 269.9  |             |             |
| 11   | Marianne Streifler / Herbert Wiesinger    | Allemagne de l'Ouest | 104    |        |             |             |
| 12   | Evelyne Schneider / Wilhelm Bietak        | Autriche             | 103    |        |             |             |
| 13   | Betty Lewis / Richard Gilbert             | États-Unis           | 115    |        |             |             |
| 14   | Janina Poremska / Piotr Sczypa            | Pologne              | 117    |        |             |             |
| 15   | Monique Mathys / Yves Aellig              | Suisse               | 125    |        |             |             |
| 16   | Mona Szabo / Pierre Szabo                 | Suisse               | 103    |        |             |             |
| 17   | Anci Dolenc / Mitja Sketa                 | Yougoslavie          | 159    |        |             |             |
| 18   | Betty McKilligan / John McKilligan        | Canada               | 162    |        |             |             |
| 19   | Dana Fialova / Milos Man                  | Tchécoslovaquie      | 165    |        |             |             |

### Danse sur glace
| Rang | Nom                                      | Nation               | Places | Points | Danses imposées | Danse libre |
| ---- | ---------------------------------------- | -------------------- | ------ | ------ | --------------- | ----------- |
| 1    | Diane Towler / Bernard Ford              | Royaume-Uni          | 9      | 256.8  |                 |             |
| 2    | Lorna Dyer / John Carrell                | États-Unis           | 12     | 252.1  |                 |             |
| 3    | Yvonne Suddick / Malcolm Cannon          | Royaume-Uni          | 21     | 245.5  |                 |             |
| 4    | Janet Sawbridge / Jon Lane               | Royaume-Uni          | 29     | 239.0  |                 |             |
| 5    | Brigitte Martin / Francis Gamichon       | France               | 34     | 235.9  |                 |             |
| 6    | Joni Graham / Don Phillips               | Canada               | 46     | 227.4  |                 |             |
| 7    | Irina Grishkova / Viktor Ryzhkin         | Union soviétique     | 53     | 226.5  |                 |             |
| 8    | Judy Schwomeyer / James Sladky           | États-Unis           | 54     | 224.3  |                 |             |
| 9    | Alma Davenport / Roger Berry             | États-Unis           | 58     | 220.9  |                 |             |
| 10   | Angelika Buck / Erich Buck               | Allemagne de l'Ouest | 71     | 215.2  |                 |             |
| 11   | Jitka Babická / Jaromir Holan            | Tchécoslovaquie      | 84     |        |                 |             |
| 12   | Annerose Baier / Eberhard Rüger          | Allemagne de l'Est   | 88     |        |                 |             |
| 13   | Lioudmila Pakhomova / Aleksandr Gorchkov | Union soviétique     | 92     | 209.2  |                 |             |
| 14   | Edit Mató / Károly Csanádi               | Hongrie              | 98     |        |                 |             |
| 15   | Heide Mezger / Herbert Rothkappl         | Autriche             | 103    |        |                 |             |
| 16   | Judy Henderson / John Baily              | Canada               | 106    |        |                 |             |
| 17   | Dana Novotná / Jaroslav Hainz            | Tchécoslovaquie      | 119    |        |                 |             |
| 18   | Susanna Carpani / Sergio Pirelli         | Italie               | 120    |        |                 |             |